# Energi som leg
Energi som leg er en dansk dokumentarfilm fra 1996, der er instrueret af Martin Spang Olsen efter manuskript af ham selv og Deni Jordan.

## Handling
At finde rødderne til den legende energi; den overstadige følelse, der bruser gennem én under voldsom udfoldelse - det er den danske stuntman Martin Spang Olsens projekt i denne dokumentarfilm. Filmen følger Martin og hans kollega Deni Jordan på rejse gennem USA, hvor de opsøger mennesker med indsigt i stunt og kampteknikker: George Xu, tai chi-mester, Gene LeBell, stuntman og verdensmester i brydning, Cloude Eagle, billedkunstner og indianerhøvding, Cris Criscom, forfatter og filosof, Drew Fracher, økologisk bonde og fægter, og mange andre.